# Sonate pour violon et piano en mi mineur de Bartók
Pour les articles homonymes, voir Sonate pour violon et piano.
La Sonate pour violon et piano en mi mineur de Béla Bartók est une œuvre de musique de chambre composée en 1903.
En plus de celle-ci, Bartók a écrit deux autres sonates Sz 75 et Sz 76 en 1921. Il reprendra cette forme musicale sous la forme des rhapsodie pour violon et piano no 1 et no 2.

## Historique
Elle n'a pas été publiée du vivant du musicien. Il s'agit d'une pièce de jeunesse, de style post-romantique.

## Structure
Elle comporte trois mouvements et son exécution demande environ un peu moins d'une demi-heure.
1. Allegro moderato (molto rubato)
2. Andante
3. Vivace